# CTV Life Channel
Pour les articles homonymes, voir M3.
CTV Life Channel (anciennement MuchMoreMusic puis MuchMore puis M3 et Gusto) est une chaîne de télévision canadienne spécialisée de catégorie B qui diffusait initialement des émissions de gastronomie et style de vie, anciennement une chaîne de télévision musicale spécialisée de catégorie A appartenant à Bell Media et diffusait des vidéoclips, des émissions reliées à la musique, et des séries de la pop culture qui s'adressait à un public adulte. Elle était une version canadienne de VH1 et diffusait quelques-unes de leurs émissions.

## Histoire
CHUM Limited a déposé des demandes de licence en 1993 pour MuchMoreMusic, MuchCountry et Musiquextra mais elles ont toutes été refusées lors de la décision à l'été 1994.
Après avoir réessayé en 1996 et obtenu sa licence auprès du CRTC ainsi que celle de son équivalent francophone MusiMax, MuchMoreMusic est entré en ondes le 5 octobre 1998 et partageait les studios de MuchMusic au 299 Queen Street West, mais est déménagée au 4e étage au mois de mai 2000. Elle diffusait principalement des vidéoclips s'adressant à un public adulte. Au cours des années, des émissions de VH1 se sont ajoutés à la programmation.
CTVglobemedia a fait l'acquisition de la chaîne lors de son achat de CHUM Limited le 22 juin 2007.
Le 31 mars 2009, MuchMoreMusic a été relancé sous un nouveau format et logo, et son nom a été écourté pour MuchMore.
Bell Canada a fait l'acquisition de CTVglobemedia le 1er avril 2011 et a renommé la compagnie pour Bell Media.
MuchMore devient M3 le 30 septembre 2013 et est lancé en haute définition. Les séries Pretty Little Liars, Vampire Diaries et Arrow passent de MuchMusic à M3, et diffuse aussi les nouvelles séries Reign, Ravenswood ainsi que des rediffusions de True Blood, Mentalist, Mike and Molly et Supernatural.
Le 4 mai 2016, Knight Enterprises annonce avoir vendu les droits canadiens de sa marque Gusto TV à Bell Media, signifiant que la chaîne sera discontinuée et que Bell Media lancera une nouvelle version de la chaîne,. La compagnie internationale Gusto Worldwide Media (GWM) vendra donc sa programmation à Bell, en plus des productions à venir. Le 1er septembre 2016, la chaîne de Knight a été discontinuée alors que Bell a renommé sa chaîne M3 pour Gusto, fournissant une distribution chez presque tous les câblodistributeurs au pays.
Lors des Upfronts en juin 2018, Bell Media annonce le changement de nom de quatre chaînes spécialisées principales, dont Gusto qui deviendra CTV Life. Lors de Upfronts de 2019, Bell Media annonce que le changement de nom pour CTV Life Channel le 12 septembre 2019.

## Programmation
En général, la chaîne diffuait des vidéoclips durant les heures creuses de la journée (6 h à 16 h en semaine), puis occupait la soirée par la première diffusion de séries américaines ainsi que des rediffusions.
Pour l'automne 2014, la chaîne a fait l'acquisition de la série Younger (TV Land), puis Jennifer Falls (en) (TV Land) pour la mi-saison.
La programmation change drastiquement, proposant des rediffusions d'émissions diffusées sur le réseau CTV, des émissions de rénovation, de beauté, et des dramatiques sans aucun lien avec la thématique de la chaîne (par exemple : Bones).

## Logos

Logo de MuchMoreMusic du 5 octobre 1998 au 31 mars 2009
Logo de MuchMore du 31 mars 2009 au 30 septembre 2013
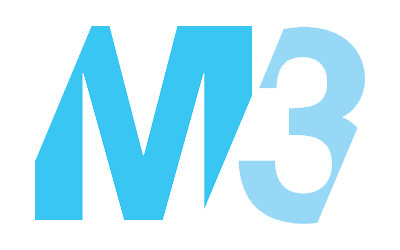
Logo de M3 du 30 septembre 2013 au 1er septembre 2016
Logo de Gusto du 1er septembre 2016 au 12 décembre 2019
Logo de CTV Life Channel depuis le 12 septembre 2019